# Sinister
Série
Sinister 2
(2015)
Pour plus de détails, voir Fiche technique et Distribution.
Sinister ou Sinistre au Québec est un film d'horreur américano-canado-britannique réalisé par Scott Derrickson, sorti en 2012.
Le film met en scène un écrivain passionné de récits criminels (Ethan Hawke), en mal d'inspiration pour trouver son prochain sujet, qui emménage avec sa famille dans une maison où a eu lieu l’épouvantable assassinat d’une famille entière. Il découvre dans le grenier de la maison une boîte contenant un projecteur et des bobines de pellicule Super 8 sur lesquelles ce meurtre, ainsi que plusieurs autres, ont été filmés. Il poursuit son enquête et découvre une entité qui pourrait bien mettre sa propre famille en danger.
Le film connaît une suite, Sinister 2, sortie en 2015.

## Synopsis
Le film s'ouvre sur l'assassinat d'une famille par pendaison filmé en Super 8. Ellison Oswalt, un écrivain de récits criminel qui a par le passé connu la gloire, déménage dans une maison qui a été le théâtre de l’assassinat de toute une famille. Le shérif le met en garde en lui rappelant des affaires passées. Le soir, Ellison découvre dans le grenier une boîte qui contient des bobines de films super 8 qui mettent en scène des meurtres morbides. Parmi ces meurtres, on retrouve : une famille noyée dans la piscine de leur maison (La baignade), une autre brûlée vive dans leur garage (Le barbecue), une autre mise en morceaux par une tondeuse à gazon (Le jardinage), une autre égorgée au couteau alors qu'ils étaient endormis (L'heure du dodo) et la pendaison vue au début du film (La pendaison de crémaillère). Ellison commence ainsi son enquête.
Peu à peu, des phénomènes étranges se produisent la nuit, son fils est victime de terreurs nocturnes, et sa fille dessine le portrait de la jeune fille disparue et dont la famille a été assassinée. Au fur et à mesure de l'enquête, l'auteur de tous les meurtres apparaît à Ellison de manière effrayante, tandis que ce dernier découvre de nouveaux éléments et entend des bruits inquiétants, comme la présence d'un fantôme qui le surveillerait. Après que le tueur lui est apparu ainsi que des enfants fantômes et avec les explications d'un spécialiste, Ellison prend conscience que sa famille est en danger, et il décide de repartir et d'arrêter son livre.
De retour chez lui, il tire un trait sur toute l'affaire, mais retrouve une seconde caisse de films Super 8, il découvre que ce sont les enfants disparus (âgés de 10 à 13 ans, le plus âgé est Christopher Miller, le garçon qui a égorgé sa famille au couteau) qui ont tué leur famille sous l'influence de Bagul, un dieu païen dévorateur d'âme. Il comprend, en buvant une tasse de café qu'il a été drogué par sa fille. Il se réveille ensuite ligoté et est ensuite tué avec sa femme et son fils. Plus tard, sa fille se présente face à Bagul comme sa nouvelle élue, celui-ci l'emmène ensuite dans son royaume avec les autres enfants fantômes tandis que l'enregistrement du meurtre se termine. La dernière image est celle de la boîte qui contient des cassettes Super 8 dont celle du meurtre d'Ellison et Bagul qui apparaît.

## Fiche technique
- Titre original et français : Sinister
- Titre québécois : Sinistre
- Réalisation : Scott Derrickson
- Scénario : Scott Derrickson et C. Robert Cargill
- Direction artistique : John El Manahi
- Décors : David Brisbin
- Costumes : Abby O'Sullivan
- Photographie : Chris Norr
- Montage : Frédéric Thoraval
- Son : Marc Aramian et Dane A. Davis
- Musique : Christopher Young
- Production : Jason Blum et Brian Kavanaugh-Jones
- Sociétés de production : Automatik Entertainment, Blumhouse Productions et Possessed Pictures
- Sociétés de distribution : Summit Entertainment (États-Unis), Wild Bunch Distribution (France)
- Pays de production : États-Unis
- Langue originale : anglais
- Format : couleur - 35 mm - 2,35:1 - son Dolby Digital
- Genres : Horreur, thriller
- Durée : 110 minutes
- Dates de sortie :
  - États-Unis : 5 octobre 2012
  - France : 7 novembre 2012
  - Belgique : 14 novembre 2012
- Interdit aux moins de 12 ans avec avertissement lors de sa sortie en France.

## Distribution
- Ethan Hawke (VF : Jean-Pierre Michaël ; VQ : Jean-François Beaupré) : Ellison Oswalt
- Juliet Rylance (VF : Laëtitia Lefebvre ; VQ : Camille Cyr-Desmarais) : Tracy
- Clare Foley (VF : Karine Foviau ;  VQ : Charlie Flamand) : Ashley
- Michael Hall D'Addario (VF : Gabriel Bismuth-Bienaimé ; VQ : Alexis Plante) : Trevor
- James Ransone (VF : Donald Reignoux ; VQ : Benoit Éthier) : le shérif adjoint (So & So)
- Vincent D'Onofrio (VF : Patrick Béthune ; VQ : François Sasseville) : le professeur Jonas (Non crédité)
- Fred Dalton Thompson (VF : Michel Bedetti ; VQ : Guy Nadon) : le shérif
- Tavis Smiley (VF : Jean-Paul Pitolin) : le présentateur
- Nicholas King : Baghuul / Mr. Cruel
- Victoria Leigh : Stephanie

Sources et légendes : Version française (VF) sur AlloDoublage et Version québécoise (VQ) sur Doublage.qc.ca

## Box-office
Tourné avec un budget de 3 millions de dollars, Sinister a rapporté 48 086 903 $ de recettes au box-office américain. Au box-office mondial, le long-métrage totalise 87 702 460 $ de recettes. En France, le film totalise 414 741 entrées au box-office.
Le film a été déprogrammé par 40 salles en France à cause de débordements dus à des spectateurs du film Paranormal Activity 4, sorti la semaine précédente, qui avaient été jusqu'à uriner sur les fauteuils : craignant que les troubles ne se répètent lors de la projection de Sinister, film aux thèmes voisins de ceux de Paranormal Activity IV, les salles susmentionnées ont préféré agir de manière préventive en déprogrammant le nouveau film.